# Mount Stephenson (Britannia Range)
Mount Stephenson ist ein 2400 m hoher Berg im Australischen Antarktis-Territorium. In der Britannia Range ragt er 6 km südwestlich des Mount Quackenbush an der Nordflanke des Byrd-Gletschers unweit des Kopfendes des Ramseier-Gletschers auf. 
Das Advisory Committee on Antarctic Names benannte ihn 2001 nach Simon N. Stephenson, der von 1984 bis 2001 an diversen Projekten des British Antarctic Survey, der NASA und der National Science Foundation in Antarktika beteiligt war.